# The Pretty Things
The Pretty Things fue una banda de rock inglesa formada en 1963 en la ciudad de Londres. Tomaron su nombre de la canción "Pretty Thing" de Bo Diddley, y en sus inicios eran conocidos por la prensa británica como "los primos más feos de Los Rolling Stones". Su periodo más exitoso ocurrió a mediados de la década de 1960, aunque continúan tocando hasta el día de hoy.

## Historia
The Pretty Things fueron precedidos por las bandas Little Boy Blue y The Blue Boys, conformadas por Dick Taylor, estudiante de la Escuela de Arte Sidcup,  Keith Richards y Mick Jagger, entre otros músicos. Cuando Brian Jones empezó a reclutar miembros para su propia banda, los tres músicos aceptaron unirse y formaron la formación primigenia de los Rolling Stones en junio de 1962. Taylor abandonó la formación cinco meses después al ser aceptado en la Escuela Central de Arte y Diseño de Londres. Phil May, otro estudiante de Sidcup, lo convenció de formar una nueva banda. Convocaron entonces al bajista John Stax, al guitarrista Brian Pendleton y al baterista Pete Kitley. De esta manera se conformó la primera encarnación de la banda que sería conocida como The Pretty Things.

## Discografía

### Álbumes de estudio
- The Pretty Things (1965)
- Get the Picture? (1965)
- Emotions (1967)
- S.F. Sorrow (1968)
- Parachute (1970)
- Freeway Madness (1972)
- Silk Torpedo (1974)
- Savage Eye (1976)
- Cross Talk (1980)
- Rage...Before Beauty (1999)
- Balboa Island (2007)
- Philippe DeBarge (2009 – grabado en 1969)
- The Sweet Pretty Things (Are in Bed Now, of Course...) (2015)
- Bare as Bone, Bright as Blood (2020)

### Álbumes en vivo
- Live At Heartbreak Hotel (1984)
- Out of the Island (1988)
- Rockin' the Garage (1992)
- Resurrection (1998) (S.F. Sorrow en vivo en Abbey Road Studios, con Arthur Brown y David Gilmour)